# Parasite diécique
Un parasite diécique, ou hétéroécique ou hétéroxène,  est un parasite qui utilise au moins deux hôtes d'espèces différentes au cours de son cycle biologique : l'« hôte primaire » est celui dans lequel le parasite passe sa vie adulte, l'autre est appelé « hôte secondaire ». À l'inverse, un parasite qui peut développer son cycle biologique sur un seul hôte est dit « monoécique ». De nombreux champignons du type « rouille » fournissent d'excellents exemples de cycle biologique diécique.

## Exemples de champignon parasites diéciques
- Gymnosporangium juniperi-virginianae (rouille de Virginie du pommier ou rouille du genévrier) ; l'hôte primaire est le genévrier (telial) ; hôtes secondaires : pommier, poirier ou aubépine (Crataegus) (aecial) ;

- Cronartium ribicola(rouille vésiculeuse du pin blanc) ; les hôtes primaires sont les espèces de pins du sous-genre Strobus, hôtes secondaires, les Groseilliers (genre Ribes) ;

- Hemileia vastatrix (rouille du caféier, rouille orangée) ; l'hôte primaire est le caféier, hôte secondaire encore non identifié ;

- Puccinia graminis (rouille noire des céréales) ;  parmi les hôtes primaires figurent : le pâturin des prés (Poa pratensis), l'orge et le blé ; hôte secondaire : l'épine-vinette (Berberis vulgaris) ;

- Puccinia coronata (rouille couronnée de l'avoine) ; l'hôte primaire est l'avoine ; hôtes secondaires, les nerpruns (Rhamnus spp.) ;

- Phakopsora meibomiae et Phakopsora pachyrhizi (rouilles du soja) ; l'hôte primaire est le soja et diverses légumineuses,  hôte secondaire inconnu.

## Histoire
Le phénomène de l'« hétéroécie » a été découvert en premier en 1863 par le botaniste danois, Anders Sandøe Ørsted.